# Магомедов, Руфат Султанбекович
Руфат Султанбекович Магомедов (род. 6 мая 1992 года) — украинский дзюдоист-паралимпиец. Бронзовый призёр летних Паралимпийских игр 2020 в Токио.

## Биография

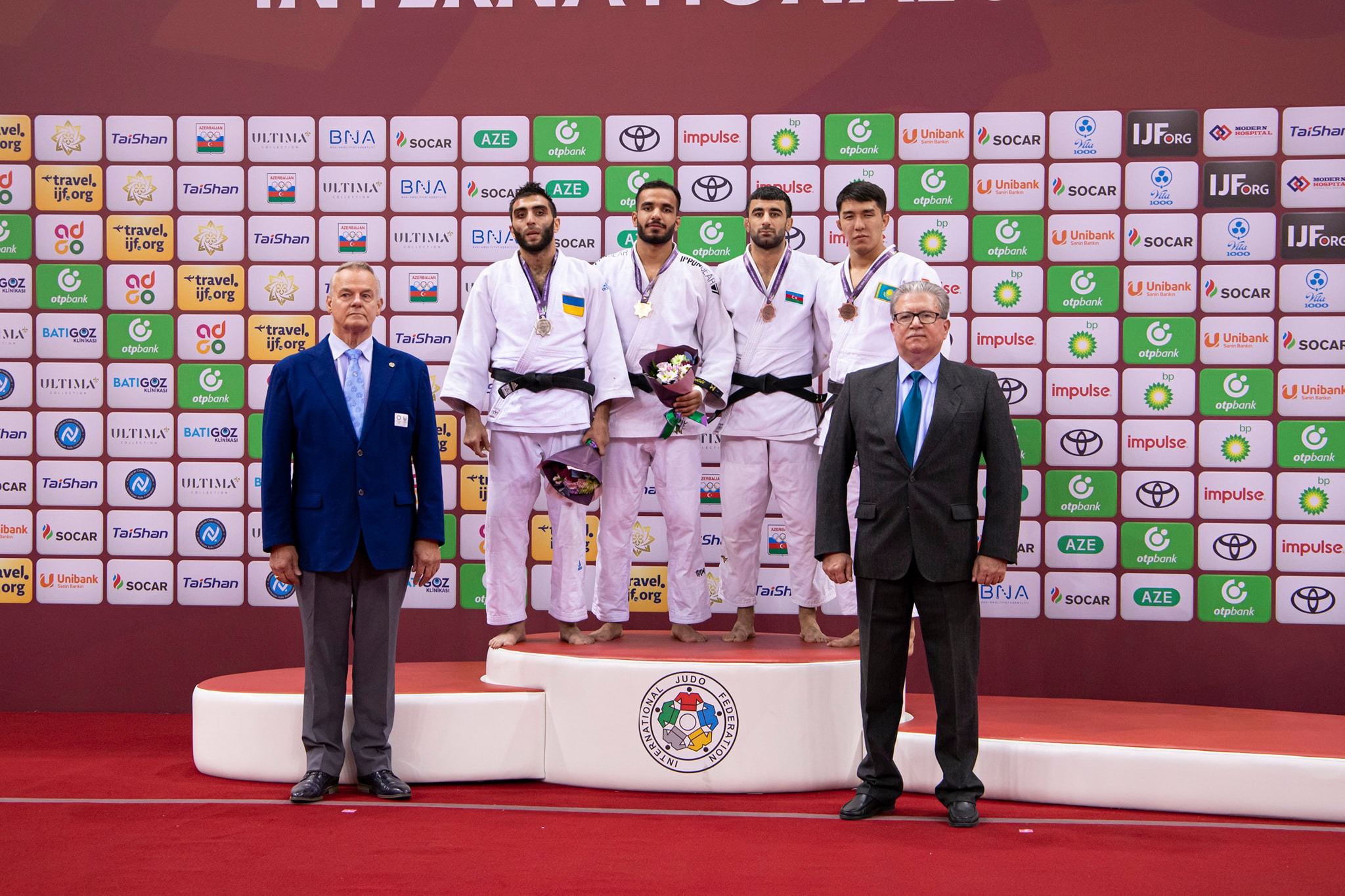
Магомедов (первый слева на пьедестале) на церемонии награждения чемпионата мира 2022 года в Баку.

28 августа 2021 года принял участие на летних Паралимпийских играх 2020 в Токио в весовой категории до 73 кг. В четвертьфинале проиграл грузину Гиорги Калдани. В утешительних матчах победил португальца Джибрило Иафа и немца Николая Корнхасса, а в схватке за третье место — выступавшего под нейтральным флагом россиянина Василия Кутуева и завоевал бронзовую медаль Паралимпиады-2020.

## Основные спортивные результаты
| Год  | Турнир                          | Место проведения | Категория    | Место |
| ---- | ------------------------------- | ---------------- | ------------ | ----- |
| 2019 | Чемпионат Европы                | Генуя            | До 73 кг     | 3     |
| 2021 | Летние Паралимпийские игры 2020 | Токио            | До 73 кг     | 3     |
| 2022 | Чемпионат мира                  | Баку             | до 73 кг, J2 | 2     |

## Награды
- Орден «За заслуги» III степени (2021)[1]